# Yves Niaré
Yves Niaré (Saint-Maurice, 20 luglio 1977 – Pirmil, 5 dicembre 2012) è stato un pesista e discobolo francese.

## Biografia
È figlio di Namakoro Niaré, pesista e discobolo, vincitore di tre medaglie d'oro e due d'argento ai Giochi panafricani per il Mali. Durante la sua carriera è stato allenato dal padre.
Il 3 marzo 2003, a seguito di un test antidoping, ha subito una squalifica di tre mesi dalle competizioni dal 21 maggio al 20 agosto dello stesso anno perché trovato positivo alla pseudoefedrina.
Ha rappresentato la Francia ai Giochi olimpici estivi di Pechino 2008, concludendo con l'eliminazione nelle qualificazioni del getto del peso.
Ha vinto un argento ai Campionati europei indoor di Torino 2009.
È morto in un incidente stradale il 5 dicembre 2012 all'età di 35 anni.

## Record nazionali
Yves Niaré ha stabilito diversi record nazionali francesi.

### Seniores
- Getto del peso 20,72 m ( Versailles, 18 maggio 2008)
- Getto del peso indoor 20,42 m ( Torino, 8 marzo 2009)

## Palmarès
| Anno | Manifestazione           | Sede            | Evento           | Risultato      | Misura  | Note             |
| ---- | ------------------------ | --------------- | ---------------- | -------------- | ------- | ---------------- |
| 1995 | Europei juniores         | Nyíregyháza     | Getto del peso   | 10º            | 15,64 m |                  |
| 1995 | Europei juniores         | Nyíregyháza     | Lancio del disco | 8º             | 49,74 m |                  |
| 1996 | Mondiali juniores        | Sydney          | Getto del peso   | 11º            | 16,12 m |                  |
| 1996 | Mondiali juniores        | Sydney          | Lancio del disco | 12º            | 47,18 m |                  |
| 1997 | Europei under 23         | Turku           | Getto del peso   | Qualificazione | 16,90 m |                  |
| 1997 | Europei under 23         | Turku           | Lancio del disco | Qualificazione | 50,34 m |                  |
| 1999 | Europei under 23         | Göteborg        | Getto del peso   | 9º             | 19,91 m |                  |
| 1999 | Europei under 23         | Göteborg        | Lancio del disco | 11º            | 53,58 m |                  |
| 2001 | Giochi della Francofonia | Ottawa-Gatineau | Getto del peso   | Argento        | 18,94 m |                  |
| 2001 | Mondiali                 | Edmonton        | Getto del peso   | 26º            | 18,71 m |                  |
| 2001 | Giochi del Mediterraneo  | Tunisi          | Getto del peso   | 5º             | 18,13 m |                  |
| 2005 | Giochi della Francofonia | Niamey          | Getto del peso   | Oro            | 18,64 m |                  |
| 2005 | Giochi della Francofonia | Niamey          | Lancio del disco | Oro            | 54,15   |                  |
| 2006 | Mondiali                 | Göteborg        | Getto del peso   | Qualificazione | 18,70 m |                  |
| 2007 | Mondiali                 | Osaka           | Getto del peso   | 16º (q)        | 19,62 m |                  |
| 2008 | Olimpiadi                | Pechino         | Getto del peso   | 23º            | 19,73 m |                  |
| 2009 | Europei indoor           | Torino          | Getto del peso   | Argento        | 20,42 m | Record nazionale |
| 2009 | Giochi del Mediterraneo  | Pescara         | Getto del peso   | 4º             | 19,71 m |                  |
| 2009 | Mondiali                 | Berlino         | Getto del peso   | 25º (q)        | 19,37 m |                  |
| 2010 | Europei                  | Barcellona      | Getto del peso   | Qualificazione | nm      |                  |

## Campionati nazionali
- 9 volte campione nazionale nel getto del peso (2000/2002, 2004/2005, 2007/2010)
- 3 volte nel getto del peso indoor (2001/2002, 2009)

## Altre competizioni internazionali
2003
- Coppa Europa di atletica leggera ( Firenze)

2007
- Coppa Europa di atletica leggera ( Monaco di Baviera)